# Notch (Kino)
Albums de Kino
Eto ne lyubov'
(1985) Grouppa krovi
(1988)
Notch (en russe : Ночь, litt. « La nuit ») est un album du groupe soviétique de rock Kino, sorti en 1986. 
Les paroles sont toutes écrites par Viktor Tsoï, leader et chanteur du groupe. 
L'album contient notamment la chanson Mama Anarkhia qui aurait pu être censurée en raison de son caractère subversif. La chanson se veut être une parodie d'une chanson des Sex Pistols. 
Bien qu'au moment de l'enregistrement le producteur soit Andrei Tropillo, celui-ci fait faillite avant la sortie de l'album. C'est donc la maison Melodieï (« Mélodie ») qui prend l'initiative de sortir cet album, sans l'accord du groupe.

## Fiche technique
| 1.  | Videli notch (Nous avons vu la nuit)              | 3:08 |
| 2.  | Filmy (Films)                                     | 4:54 |
| 3.  | Tvoï nomer (Ton numéro)                           | 3:29 |
| 4.  | Tanets (Danse)                                    | 4:33 |
| 5.  | Notch (Nuit)                                      | 5:29 |
| 6.  | Posledni gueroï (Le dernier héros)                | 2:15 |
| 7.  | Jizn' v stoklakh (La vie dans les verres)         | 3:22 |
| 8.  | Mama Anarkhia (Mère Anarchie)                     | 2:44 |
| 9.  | Zvozdy ostanoutsia zdes (Les étoiles restent ici) | 3:37 |
| 10. | Igra (Jeu)                                        | 5:01 |
| 11. | My khotim tantsevat (Nous voulons danser)         | 4:09 |

| Bonus (édition de 1996) | Bonus (édition de 1996)                                                   | Bonus (édition de 1996) | Bonus (édition de 1996) | Bonus (édition de 1996) | Bonus (édition de 1996) | Bonus (édition de 1996) | Bonus (édition de 1996) | Bonus (édition de 1996) | Bonus (édition de 1996) |
| No                      | Titre                                                                     | Durée                   |                         |                         |                         |                         |                         |                         |                         |
| ----------------------- | ------------------------------------------------------------------------- | ----------------------- | ----------------------- | ----------------------- | ----------------------- | ----------------------- | ----------------------- | ----------------------- | ----------------------- |
| 12.                     | Poprobouï spet vmeste so mnoï (Essayez de chanter avec moi)               | 5:25                    |                         |                         |                         |                         |                         |                         |                         |
| 13.                     | Zakroï za mnoï dver', ya oukhojou (Fermez la porte derrière moi, je pars) | 4:00                    |                         |                         |                         |                         |                         |                         |                         |
| 14.                     | Dalché deïstvovat' boudem my (Ensuite, nous allons agir)                  | 3:56                    |                         |                         |                         |                         |                         |                         |                         |
| 15.                     | Spokoïnaïa notch (Bonne nuit)                                             | 2:46                    |                         |                         |                         |                         |                         |                         |                         |
| 58:57                   |                                                                           |                         |                         |                         |                         |                         |                         |                         |                         |

## Membres du groupe
Viktor Tsoï : chant, guitare.
Iouri Kasparian : guitare plomb, chœurs.
Aleksandr Titov : bass.
Gueorgui Gourianov : batterie, chant.

## Autres musiciens
- Mladshiye Brat'ya : chœur
- Igor Butman : saxophone
- Andrew Tropillo : flûte, chant